# Атлас Корбітіс

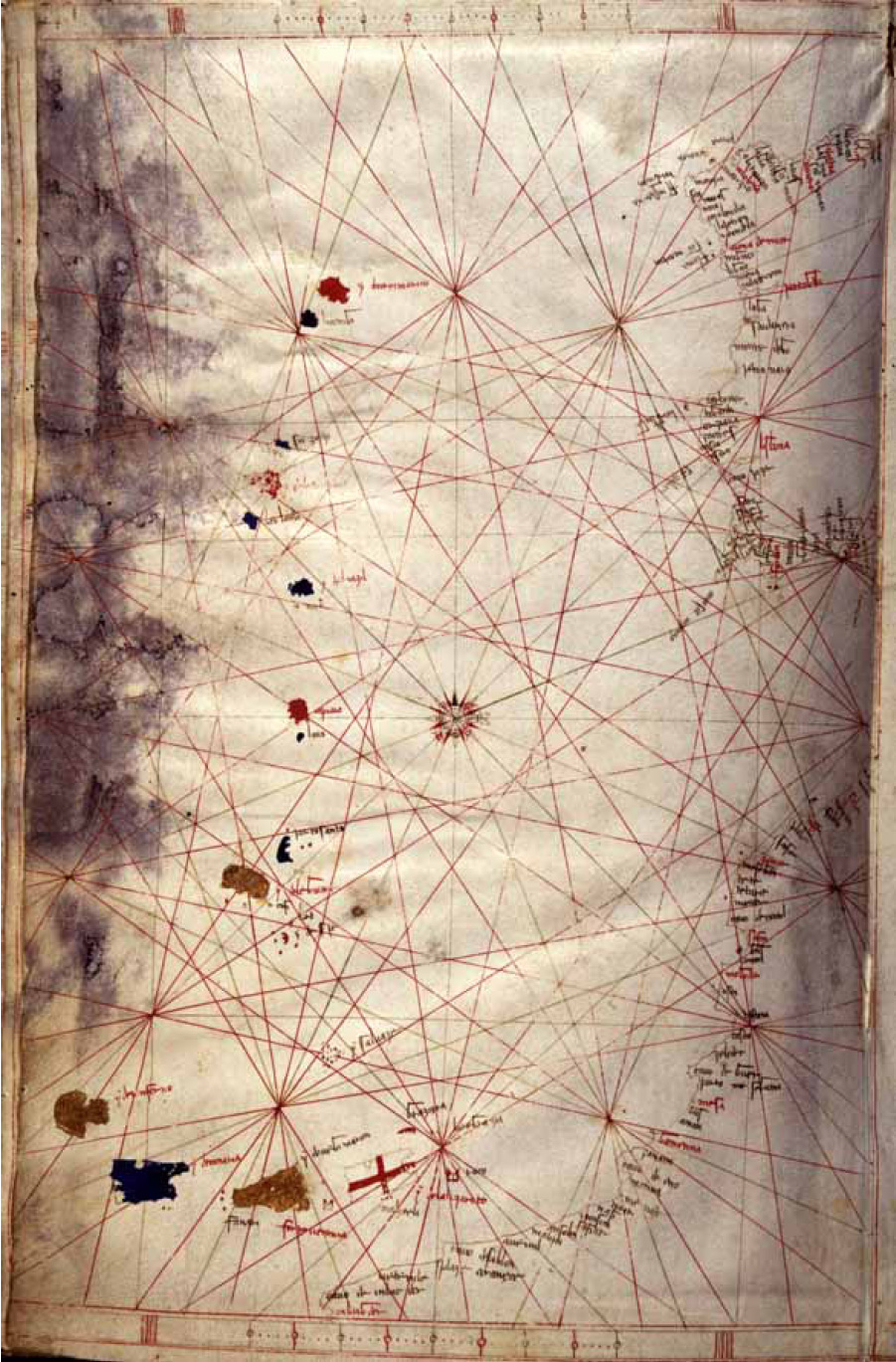
Зображення атлантичних островів на Атласі Корбітіс

Атлас Корбітіс (відомий також як Атлас Корбіцці або Атлас Комбітіс) — атлас з чотирьох карт-портоланів кінця XIV століття, складений анонімним венеційським картографом, який в даний час зберігається в у Венеції, Італія. Відомий зображеними на ньому атлантичними островами — Азорським архіпелагом і архіпелагом Мадейра, які в цей час ще не були «офіційно» відкриті європейцями.
Атлас був виготовлений анонімним венеційським картографом, можливо автором атласу Пінеллі – Валькенаер. Колись вважалося, що атлас Корбітс датований 1368 роком (через неправильне прочитання напису y(sole) 368 на п'ятому аркуші). Але згідно останніх досліджень вважається, що він був зроблений між 1384 і 1410 роками з можливими пізнішими виправленнями.
На карті присутній підпис латиною «hec tabula ex testamento d [omi] nj nicholaj de co [r] bitis deuenit monast [eri] o cart [husiano] flore [ntino]», який свідчить про те що атлас Корбітіс належав певній родині Корбіцці з Флоренції в XIV столітті, і зберігався у флоренційському картезіанському монастирі Чертоза дель Галлуццо. Раніше напис неправильно сприймався як «Combitis» — назва, під якою іноді згадують атлас у старих джерелах.
В даний час Атлас Корбітіс зберігається у Національній бліотеці св. Марка у Венеції, Італія (Ms.It.VI213).

## Опис
Атлас Корбітіс складається з чотирьох карт-портоланів, кожна розміром 31 × 19 см. Усі карти складені з двох аркушів:
- Портолан 1 — зображує східне Середземномор'я та Чорне море.
- Портолан 2 — зображує центральне Середземномор'я
- Портолан 3 — зображує західне Середземномор'я та північне узбережжя Атлантики аж до Британських островів.
- Портолан 4 — зображує південноатлантичні острови та західноафриканське узбережжя.

На третьому портолані (Північна Атлантика) зображені міфічні острови «y.fortunate», «y beate», «y.368» а також «montagna de sco brandan» (острів святого Брендана).
Четвертий портолан (Південна Атлантика) зображує західноафриканське узбережжя аж до мису inbugder (мис Буждур) та кількох атлантичних островів, Для позначення атлантичних островів використовуючи ті ж самі назви, що вже зустрічаються на попередніх картах (зокрема в Атласі Медічі 1351 року і на Портолані братів Піццингані 1367 року тощо).
В Атласі Корбітіс на портолані № 4 позначені такі атлантичні острови:
- Азорські острови, що розташовані на портолані вертикально з півночі на південь і названі: y de corui marini (о. Корву), liconigi (о. Флореш), sco zorzi (о. Сан-Жоже), y la uentura (о.Фаял), li colonbi (о. Піку), y de brazi (о. Терсейра), caprara (о. Сан-Мігел) та louo (о. Санта-Марія).
- Архіпелаг Мадейра, з назвами островів de legname (о. Мадейра), porto santo (о. Порту-Санту), desertas (о. Дезерташ) і далі на південь, y. saluaze (о-ви Селваженш)..
- Канарський архіпелаг, в складі якого на карті зображені тільки центральна та східні групи островів, зокрема de rinferno (о. Тенерифе), y de canaria (о. Гран-Канарія), y de uegi marini (о. Лобос), forte uentura (о. Фуертевентура), Grazioxa (о. Грасіоза) та y de lanzaroto maloxeli (о. Лансароте).

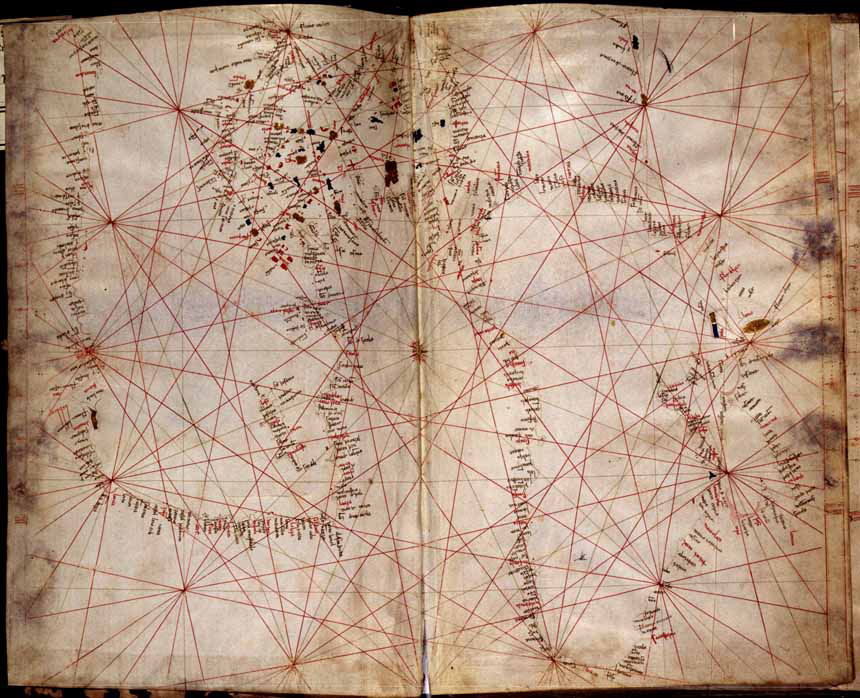
Атлас Корбітіс, Портолан №1 (Східне Середземномор’я та Чорне море)
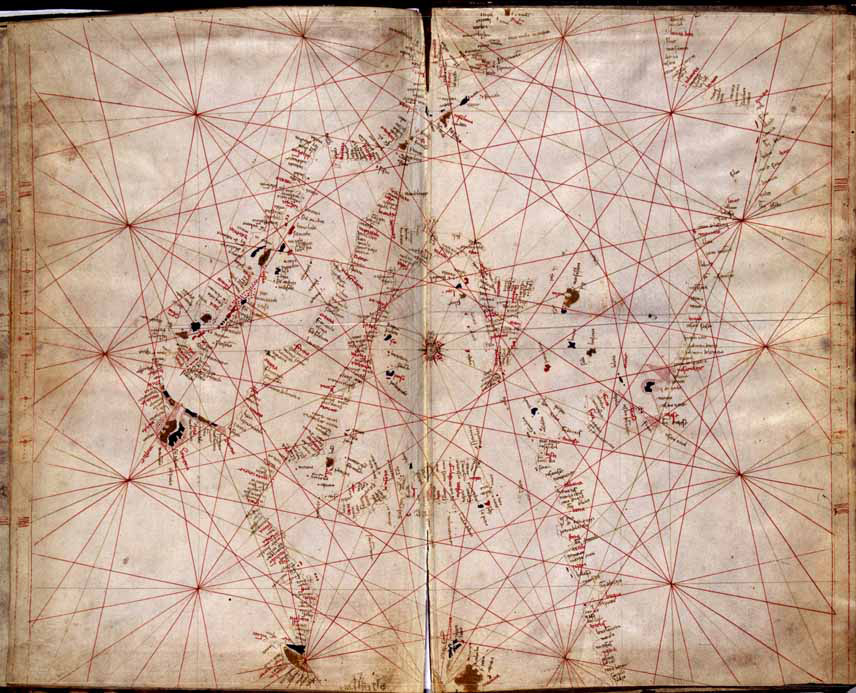
Атлас Корбітіс, Портолан №2 (Центральне Середземномор’я)
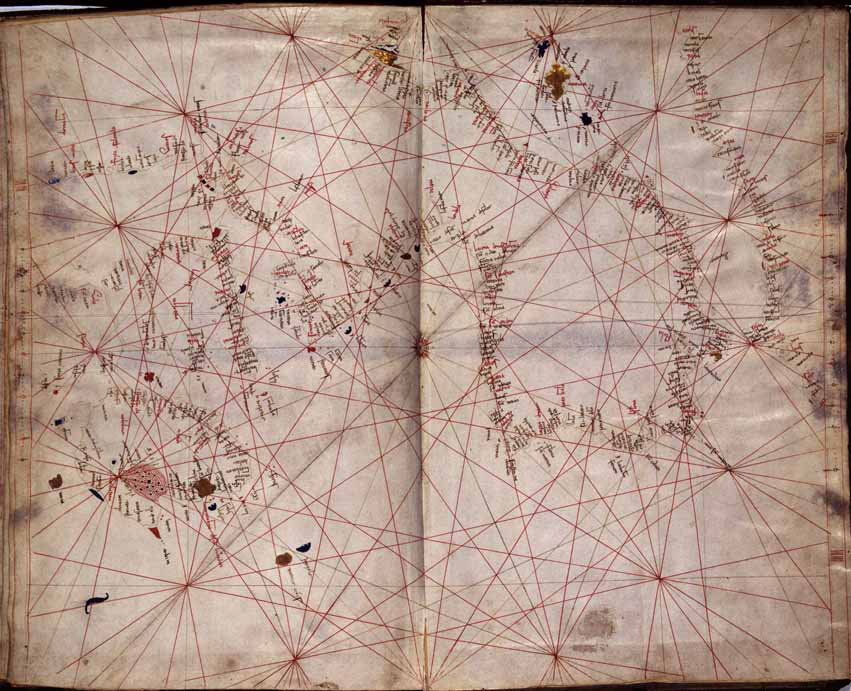
Атлас Корбітіс, Портолан №3 (Західне середземномор’я і піанічна Атлантика)
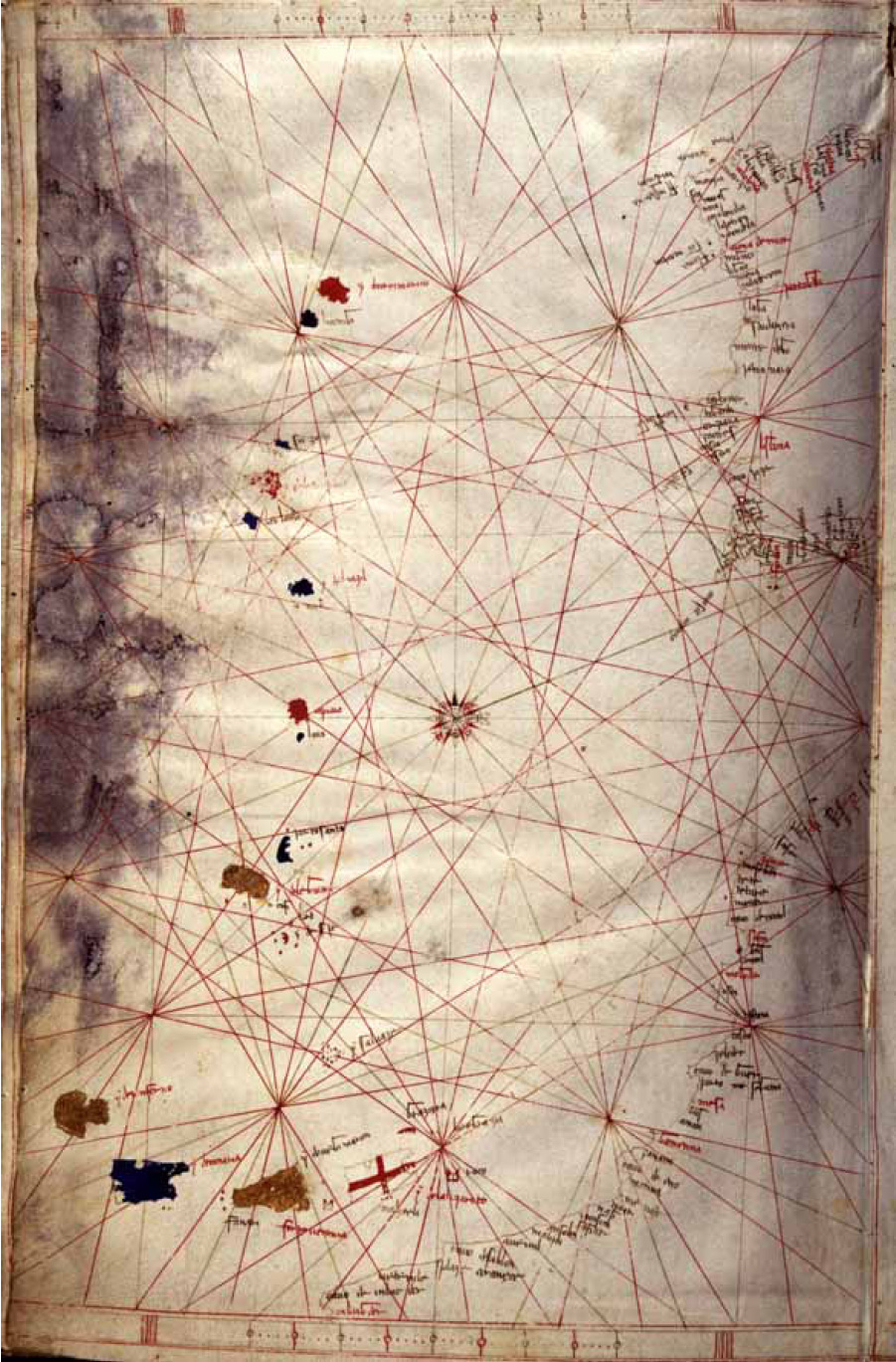
Атлас Корбітіс, Портолан №4 (Південна Атлантика і острови)